# Romeo Montague
Romeo Montague este unul din personajele de ficțiune care joacă un rol principal din piesa de teatru Romeo și Julieta a dramaturgului englez William Shakespeare. Moștenitor al familiei Montague din Verona, Italia, se îndrăgostește de Julieta Capulet, moștenitoarea Casei Capulet.

## Caracteristici esențiale
Romeo este un membru al familiei Montague, una din familiile de nobili italieni de vază ai orașului Verona. Romeo este un iscusit mânuitor al armelor, și în special al spadei și pumnalului, având un servitor personal, Balthasar.